# Froxlor
Froxlor ist ein mehrsprachiges Server-Management-Panel für Internetdienstanbieter (ISP), die ihren Kunden eine Webschnittstelle zur Verwaltung von E-Mail-Adressen, Domains, FTP und mehr zur Verfügung stellen möchten.

## Geschichte
Das Projekt entstand aus dem Projekt SysCP und wurde von ehemaligen Mitgliedern des SysCP-Teams als Fork am 1. Februar 2010 gegründet. Die Entwickler verfolgen damit bis heute den Leitsatz, eine leistungsstarke Software zur Verfügung zu stellen, die sowohl frei verfügbar ist, als auch individuelle Bedürfnisse am System erfüllt. Der Programmcode ist Open-Source und unter der Lizenz GNU GPL 2.0 veröffentlicht.
Im Gegensatz zum eingefrorenen Projekt SysCP beinhaltet Froxlor nicht nur Problembehebungen bekannter Fehler aus SysCP, sondern bietet darüber hinaus sehr viele, zusätzliche Features. Neben einsatzfähigen Konfigurationsvorlagen in der Administrationsoberfläche für Serverdienste stehen im Forum und Wiki von Froxlor weitere Anleitungen und Patches für zusätzliche Softwareinstallationen wie ClamAV, Spamassassin, Mailman u. v. m. bereit.

## Funktionen
Froxlor bietet ein Multi-Level Nutzersystem an, bei welchem Administratoren, Reseller und Kunden angelegt und verwaltet werden können. Durch Dualstack können die angelegten Domains via IPv4 und IPv6 erreichbar gemacht werden. Pro Kunde sind Limits anlegbar, wie viele Subdomains, E-Mail Konten, FTP-Konten oder MySQL-Datenbanken dieser nutzen darf.
Des Weiteren bietet Froxlor die Konfiguration von SSL-Zertifikaten, erweiterte Konfigurationen für PHP und Perl, das Anlegen von FTP-Nutzern und MySQL-Datenbanken, sowie ein Quota-Management.
Zusätzlich ist ein Support-Ticket-System, eine Trafficstatistik für den angefallenen HTTP-, Mail- und FTP-Traffic, eine Themeengine und ein WebFTP-Client in Froxlor enthalten.

## Unterstützte Systeme und Software
Froxlor eignet sich für den Einsatz unter folgenden Distributionen:
- Gentoo Linux
- Debian GNU/Linux bookworm (12.0) und ältere Versionen bis oldoldstable
- Ubuntu 24.04 (noble) und ältere LTS-Versionen
- FreeBSD

Folgende Software wird dabei aktiv unterstützt:
- Webserver: Apache 2, Lighttpd, nginx
- Nameserver: BIND, PowerDNS
- MDA (Mail Delivery Agent): Dovecot
- MTA (Mail Transport Agent): Postfix, Exim
- FTP-Server: ProFTPD, PureFTPd
- Webstatistiken: Webalizer, AWStats

Installation
Froxlor lässt sich über Git, Tarballs oder über die Paketverwaltung (z. B. APT, RPM und Portage) der jeweils eingesetzten Distribution beziehen.

## Entwicklung
Die Entwicklung der Software wird über GitHub koordiniert, zusätzlich existiert ein Bug-Tracking-System, in welchem registrierte Nutzer Fehlermeldungen und Featurerequests eintragen können, sowie ein Hilfeforum.
Sicherheitslücke
Am 29. Juli 2015 wurde eine schwerwiegende Sicherheitslücke öffentlich, durch welche es Angreifern möglich war, Datenbank-Passwörter aus einer öffentlich zugänglichen Logdatei auszulesen und dadurch Zugriff auf die gesamte Datenbank zu erhalten. Am selben Tag wurde ein Update veröffentlicht, das die Sicherheitslücke schließt.